# 645 Аґріппіна
645 Аґріппі́на (645 Agrippina) — астероїд зовнішнього головного поясу, відкритий 13 вересня 1907 року Джоелем Хастінґсом Меткалфом у Тонтоні, Массачусетс.
Тіссеранів параметр щодо Юпітера — 3,162.